# Équipage du Titanic
Vous lisez un « article de qualité » labellisé en 2010.

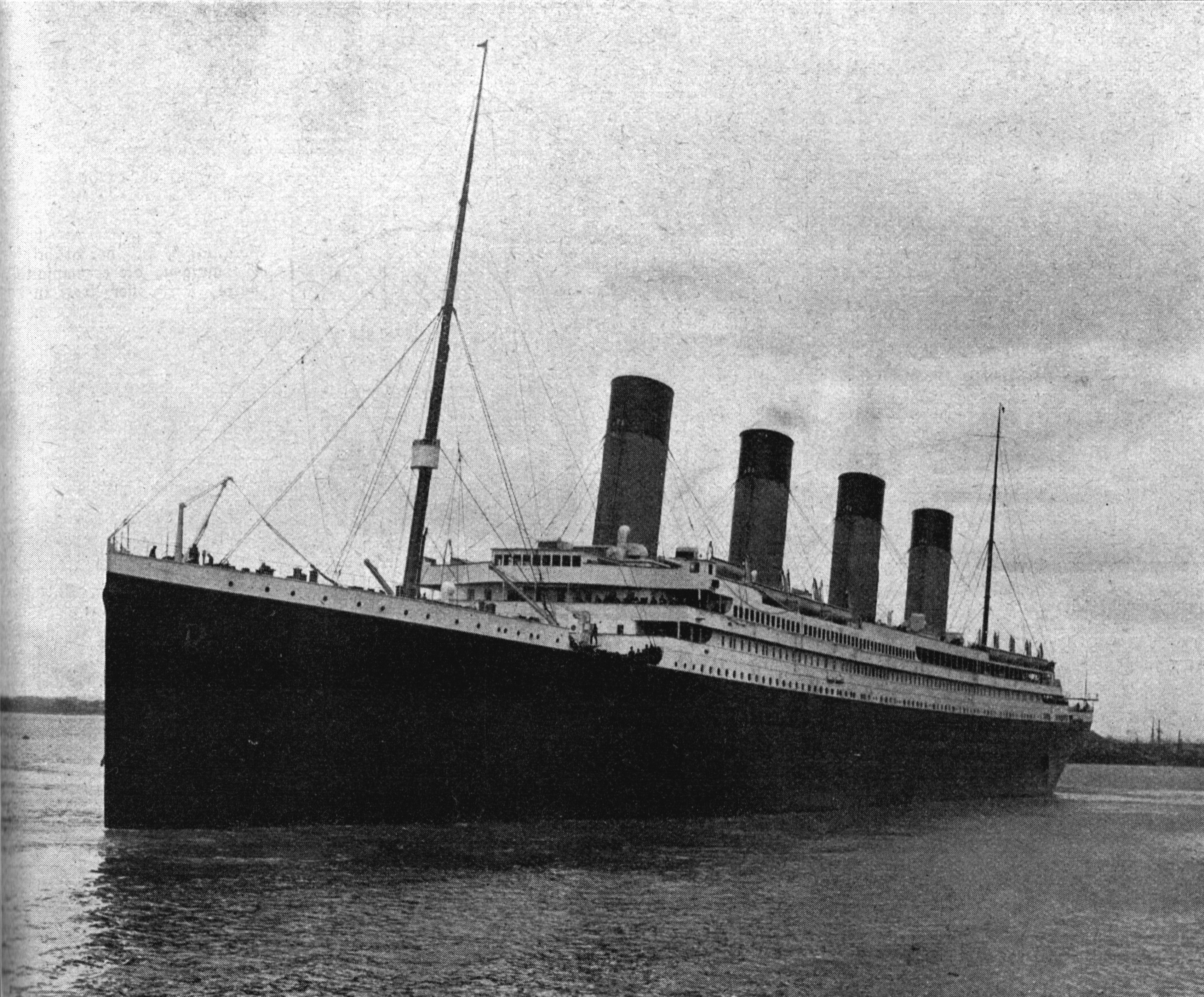
Le Titanic avant son voyage inaugural.

L’équipage du Titanic, paquebot transatlantique britannique ayant sombré le 15 avril 1912, est représentatif de ce que pouvait être l'équipage d'un paquebot du début du XXe siècle. Plus qu'un simple personnel navigant, il est composé d'une multitude de professions, des cuisiniers et des boulangers, du graisseur au coiffeur en passant par les officiers. Un paquebot ne se limite en effet pas au navire, mais se doit également d'accueillir ses passagers dans un certain confort et avec une certaine attention.
Conçu pour transporter près de 2 500 passagers, le Titanic peut également avoir un équipage d'environ 890 membres. On peut les répartir en trois catégories : les marins, les mécaniciens et le personnel hôtelier. La première partie dirige le navire : on y trouve les officiers, quartiers-maîtres, matelots et veilleurs. La deuxième regroupe ceux qui font fonctionner le paquebot : ce sont les chauffeurs, soutiers et autres graisseurs, ainsi que les mécaniciens chargés de la bonne marche des machines. Les troisièmes, de loin les plus nombreux, sont chargés de veiller au bien-être des passagers. Derrière le commissaire de bord, ce sont toute une batterie de stewards, cuisiniers, mais aussi liftiers, coiffeurs, grooms et même un interprète qui s'occupent d'eux. Certains ne sont par ailleurs pas compris dans l'équipage du navire proprement dit. On compte ainsi le personnel du Restaurant à la carte, situé sur le pont B, mais aussi les huit musiciens de l'orchestre, voyageant en deuxième classe, et les cinq postiers chargés de trier le courrier transporté par le paquebot.
Durant le naufrage, l'équipage est reconnu pour son comportement héroïque : tandis que marins et officiers se chargent de faire embarquer les passagers dans les canots de sauvetage, les mécaniciens continuent à s'activer dans les profondeurs du paquebot, malgré l'inondation progressive des locaux, pour fournir de l'électricité au navire. Enfin, les stewards et hôtesses, ainsi que l'orchestre, font tout leur possible pour éviter un effet de panique et conduire les passagers aux embarcations de sauvetage. Le bilan est lourd, puisque seulement 24 % de l'équipage survit au naufrage. Nombre de marins survivants, les officiers, notamment, voient leur carrière au sein de la White Star Line compromise, la compagnie souhaitant tirer un trait sur l'affaire. En revanche, l'opinion loue l'équipage, et plusieurs monuments sont construits pour leur rendre hommage.

## Composition et rôle

### Personnel de navigation
Le personnel de navigation est celui qui est chargé de la direction du navire et du respect de sa trajectoire entre autres. Certaines sources le qualifient aussi de personnel de pont (deck crew).

#### État major

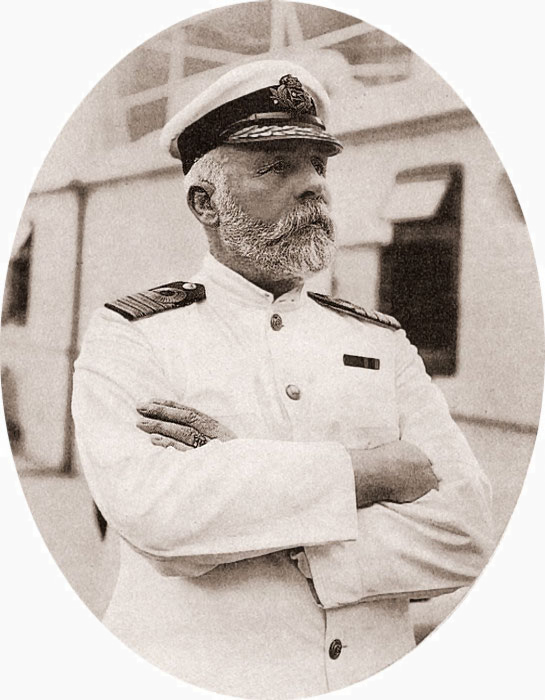
Le commandant Smith. Aucune photographie ne représente l'équipage au grand complet. Une image est souvent légendée comme telle mais représente en réalité l'équipage de l’Olympic à l'époque où Smith y travaillait.

L'état-major du Titanic est composé d'un commandant, d'un commandant en second et de six officiers. Pour son voyage inaugural, le paquebot est commandé par Edward John Smith, commodore de la White Star Line. Affecté à toutes les traversées inaugurales de la compagnie depuis celle du Baltic en 1904, il est très prisé de la clientèle aisée, certains n'acceptant même de naviguer qu'avec celui qu'ils surnomment affectueusement « E.J. ». Le commandant est en effet plus qu'un marin : c'est lui qui préside aux repas dans la grande salle à manger, de même qu'à l'office dominical et être invité à sa table est un honneur.
Les officiers « senior » ont connu un changement de dernière minute. En effet, durant les essais en mer, et jusqu'à la veille du départ, le commandant en second est William Murdoch, qui était précédemment premier officier de Smith sur l’Olympic, le premier officier est Charles Lightoller, et le deuxième David Blair. À la dernière minute, la compagnie trouve plus judicieux de donner le commandement en second à Henry Wilde, qui occupait précédemment cette fonction sur l’Olympic aux côtés de Smith et Murdoch. Les navires de la taille du Titanic sont en effet une nouveauté, et la White Star préfère voir son dernier-né dirigé par un équipage habitué. De fait, Murdoch et Lightoller sont rétrogradés, et Blair quitte le navire. En conséquence, ce dernier part en emportant avec lui par inadvertance la clé du téléphone du nid-de-pie, par chance remplaçable, et en oubliant de signaler à Lightoller où sont rangées les jumelles destinées aux veilleurs. De plus, une certaine tension règne entre Wilde et ses deux subordonnés, Lightoller parlant de « politique douteuse » et de « changement malheureux » dans ses mémoires, « Titanic » and other ships ».
Les quatre officiers « junior » ne changent pas, pour leur part. Ce sont, du troisième au sixième, Herbert Pitman, Joseph Boxhall, Harold Lowe et James Moody. Ce sont également des officiers renommés. Lowe fait figure de forte tête mais a des qualités reconnues ; il s'agit cependant de sa première traversée dans l'Atlantique Nord et il a par la suite déclaré qu'il ne connaissait aucun des autres officiers, tandis que tous les autres se connaissaient bien,. Moody est le plus jeune, à seulement 24 ans, et n'a qu'à peine un an d'expérience à bord de l’Oceanic. Il est cependant considéré par la White Star comme un officier prometteur, et ce voyage est pour lui un réel signe d'avancement pour sa carrière.
Chaque officier senior effectue un quart de quatre heures la nuit et un autre le jour, chaque quart étant espacé de huit heures de repos (durant lesquelles ils ne sont pas forcément inactifs, ayant par exemple une ronde à effectuer ou des relevés à faire). Tous ont également des affectations particulières. Boxhall, particulièrement doué pour la navigation, se charge de mettre à jour les cartes du navire et de relever sa position. Wilde s'occupe du livre de bord, Lowe et Moody de relever les températures de la mer et de l'air. Tous officient sur la passerelle, dont on dit qu'elle est plus calme que la morgue. Les officiers qui ne sont pas en service disposent d'un fumoir et d'un mess, ainsi que de leurs logements à l'arrière de la timonerie. Le commandant y dispose quant à lui d'une suite de trois pièces (chambre, salon, salle de bains). Deux stewards sont affectés au service des officiers, Montague Mathias et Frederick Tamlyn,. Un autre, James Arthur « Tiger » Paintin est au service du commandant et connaît Smith depuis de nombreuses années.

#### Quartiers-maîtres

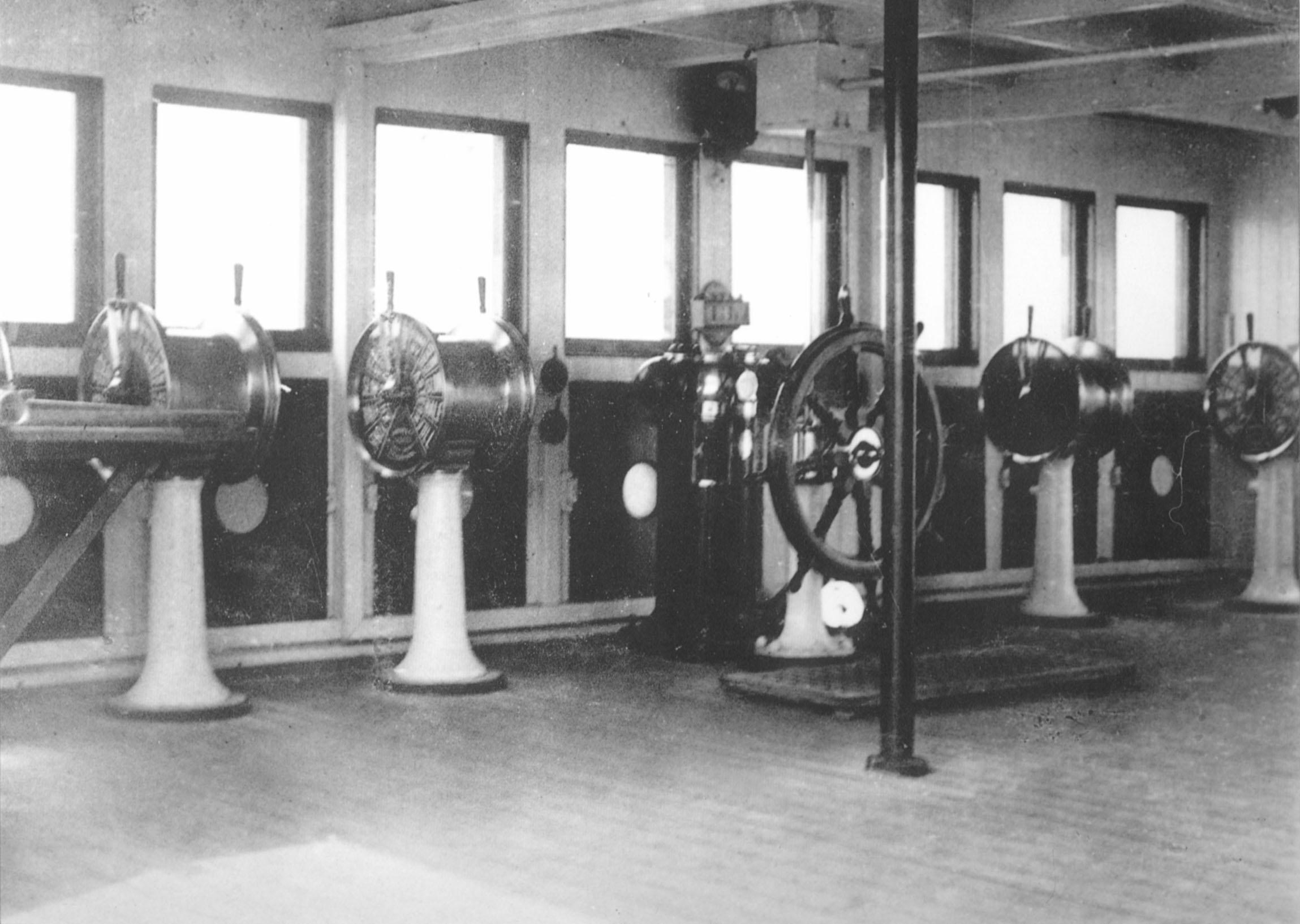
Les quartiers-maîtres du Titanic travaillent dans la timonerie.

Au nombre de sept, les quartiers-maîtres sont chargés de diriger le navire : ce sont Robert Hichens, George Rowe, Alfred Olliver, Walter Perkis, Arthur Bright, Sydney Humphreys et Walter Wynn. Outre leur quart durant lequel ils tiennent la barre dans la timonerie, les quartiers-maîtres sont aussi tenus de passer un certain temps sur la passerelle de manœuvre et d'accostage, sur le pont arrière. C'est ainsi que George Rowe, qui se trouvait sur cette passerelle aux alentours de minuit la nuit du naufrage, n'a appris que le navire coulait que lorsqu'il a vu les premiers canots partir.
L'un des quartiers-maîtres, Robert Hichens est doublement entré dans la légende concernant le Titanic. C'est tout d'abord lui qui tient la barre lorsque le navire heurte l'iceberg, ce qui lui vaut de nombreuses difficultés pour retrouver du travail par la suite. Mais c'est son comportement après le naufrage qui l'a rendu célèbre. Affecté au canot no 6, il passe, selon les témoins, la nuit emmitouflé dans des couvertures, à la barre du canot, tandis que les deux autres hommes présents dans le canot doivent ramer. Lorsque l'idée est évoquée de retourner au secours des autres naufragés, Hichens se retrouve opposé à Margaret Brown qu'il malmène quelque peu. Par la suite, cette confrontation a été enjolivée, certains allant jusqu'à placer un revolver entre les mains de « Molly » Brown, et est apparue dans plusieurs films, notamment Titanic de James Cameron. Par ailleurs, tous les quartiers-maîtres ont survécu au naufrage.

#### Veilleurs

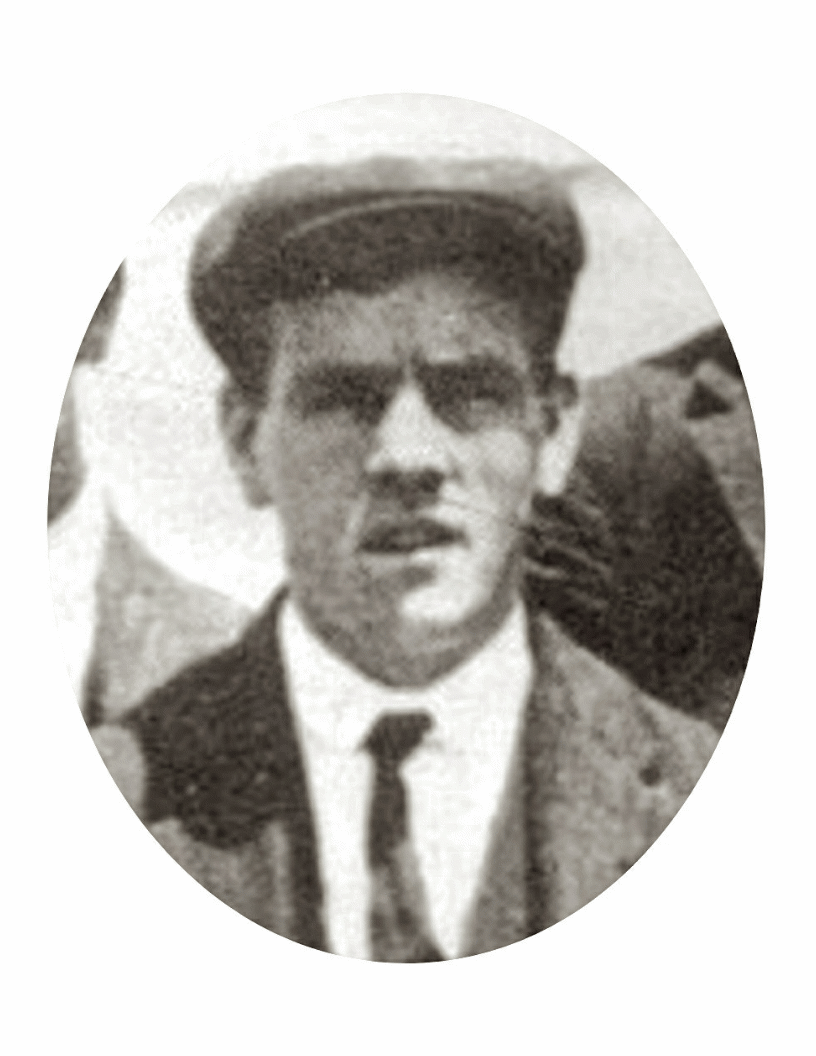
Frederick Fleet est le veilleur qui a aperçu l'iceberg.

Au nombre de six, les veilleurs sont chargés de surveiller d'éventuels obstacles depuis le nid-de-pie, en haut du mât avant. Ils effectuent un roulement par paires, formées de Frederick Fleet et Reginald Lee, Archie Jewell et George Symons et de George Hogg et Alfred Evans. Chaque paire travaille deux heures puis dispose de quatre heures pour se reposer. Ces hommes ont une vue affûtée qui a été l'objet de nombreux tests.
En revanche, la White Star Line a pour habitude de ne pas fournir de jumelles à ses veilleurs, et ce depuis près de trente ans. La compagnie considère en effet que celles-ci, efficaces pour détailler un éventuel obstacle, réduisent trop fortement le champ de vision de celui qui les utilise. Cependant, Fleet en avait eu pendant ses quatre années de service sur l’Oceanic, et les veilleurs s'insurgent vite de ce manque au cours de la traversée. Lorsque Symons en demande une paire à Lightoller, celui-ci répond que la paire qui leur était destinée a disparu. Il ne sait pas que la paire en question a été rangée dans sa cabine par David Blair avant son départ. Un point étonne cependant les spécialistes : outre les jumelles des officiers, une paire est destinée au pilote, dans les zones côtières. Ces jumelles inutilisées en haute-mer auraient pu être remises aux veilleurs, mais cela n'a pas été le cas, et aucun des officiers survivants ne justifie cet oubli.
La question de l'utilité des jumelles lors de la collision prête également à débat : si Frederick Fleet répond catégoriquement lors des commissions d'enquête qu'elles auraient pu sauver le Titanic, certains spécialistes, comme l'historien Mark Chirnside, pensent que les conditions étaient telles que les jumelles n'auraient rien changé,.

#### Marins et matelots
Une trentaine de matelots qualifiés servent sur le Titanic. Leur rôle est principalement l'entretien et la surveillance du navire et de différents dispositifs. Ils sont parfois chargés de compléter les veilleurs dans leur tâche, par exemple sur la plage avant. De façon générale, ils sont chargés d'assister les officiers. Ils sont également formés au maniement des dispositifs de sauvetage.

#### Autres personnels de pont
Parmi les autres personnels considérés comme appartenant à cette catégorie, on compte un lampiste, Samuel Hemming, chargé d'allumer et éteindre les lumières du pont selon la demande des officiers. Ainsi, le soir du naufrage, pour ne pas gêner les veilleurs, l'ordre est donné d'éteindre toutes les lumières en avant de la passerelle. Deux laveurs de carreaux sont également présents sur les listes de l'équipage de pont,, ainsi que deux charpentiers,.
Le médecin, William O'Loughlin et son aide John Edward Simpson sont également considérés comme appartenant au personnel de pont, leur mission servant également la bonne marche du navire,. Aidés d'un steward et de deux infirmières, ils officient dans les hôpitaux du navire, situés en trois endroits. L'un est destiné aux passagers de première et deuxième classe, un autre aux passagers de troisième, et le dernier à l'équipage. Par ailleurs, des livres de soins médicaux permettent au commandant de dispenser lui-même les soins en cas d'indisponibilité des médecins,.

### Personnel machine

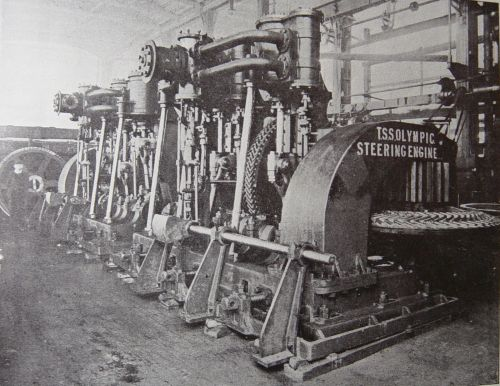
Les machines de l’Olympic (ici avant leur installation) sont très similaires à celles du Titanic.

On utilise le terme générique de mécaniciens pour désigner tous les membres d'équipage travaillant dans les entrailles du navire. Leur nombre à bord du Titanic est de 350. Parmi eux se trouvent du personnel dont la fonction propre est celle de mécanicien, mais également les chauffeurs, soutiers et graisseurs.

#### Dans la salle des machines
Le Titanic comporte en réalité deux salles des machines. La salle des machines proprement dite est celle qui contient les deux machines alternatives qui alimentent les deux hélices latérales à trois pales. À l'arrière se trouve une autre salle, contenant la turbine basse pression qui alimente l'hélice centrale,. La veille à la bonne marche de ces machines est confiée à une vingtaine de mécaniciens menés par le chef mécanicien Joseph Bell, qui est de fait l'un des hommes les plus importants au sein de l'équipage du navire. Comme le commandant et ses deux officiers les plus gradés, Bell a travaillé un an sur l’Olympic et connaît bien le fonctionnement de ces navires. Ni lui, ni aucun des vingt-quatre mécaniciens l'accompagnant ne survit au naufrage,,.
Trente-trois graisseurs les assistent en s'occupant de l'entretien des machines. Enfin, cinq électriciens s'assurent du bon fonctionnement de l'installation électrique du navire, accompagnés du chef électricien Peter Sloane. Une salle située à l'arrière de la salle des turbines est en effet consacrée à la transformation d'une partie de l'énergie générée par les chaudières en électricité, alimentant nombre de dispositifs vitaux du navire, de l'éclairage au chauffage en passant par la station radio et les lignes téléphoniques, dont la plupart sont destinées à la communication entre les différents services du navire (nid-de-pie et passerelle par exemple). Le rôle de ces électriciens est donc très important,.

#### Les «gueules noires»

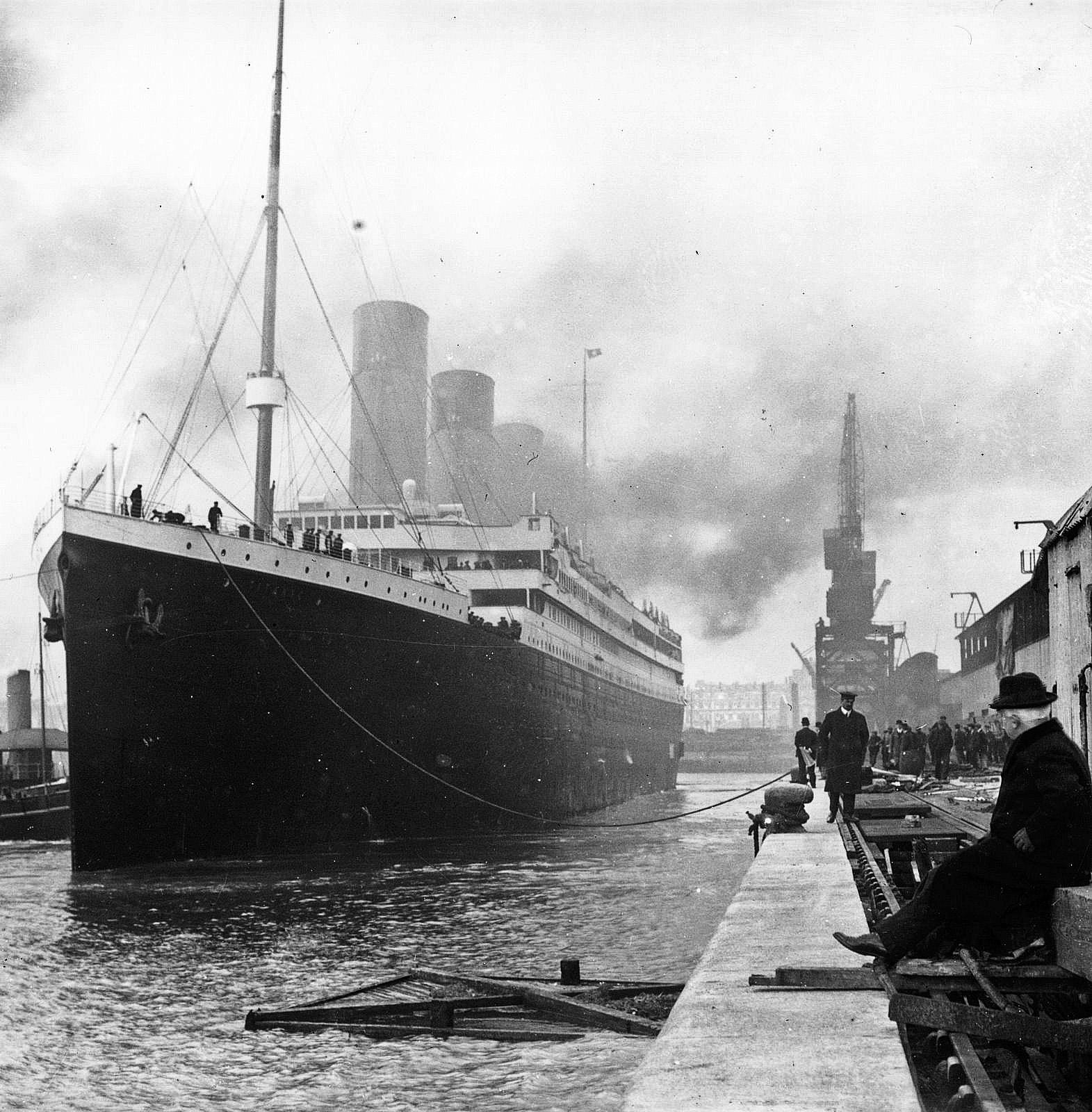
Plusieurs chauffeurs et soutiers ont raté le départ du Titanic après avoir passé trop de temps dans les pubs du port de Southampton.

Le Titanic entre en service à la fin de l'ère de la navigation au charbon. Ainsi, dès 1920, son jumeau l’Olympic est transformé pour fonctionner au mazout, réduisant de près de 300 le nombre de mécaniciens nécessaires. Cependant, en 1912, le charbon est toujours fortement utilisé, et nécessite un grand nombre de bras. 29 chaudières équipent le Titanic, réparties dans six salles. Les ponts inférieurs du navire alternent ainsi salles de chaudières et soutes à charbon sur une grande partie de leur partie centrale. La fumée générée par les chaudières est évacuée par les trois cheminées avant du navire, la quatrième étant factice.
Des chauffeurs et soutiers sont chargés d'alimenter les chaudières en charbon. Plus de soixante-dix soutiers se relayent pour extraire le charbon des soutes, et l'apporter aux chauffeurs. Ceux-ci, au nombre de 170, doivent pour leur part enfourner le charbon dans les foyers, produisant la vapeur nécessaire au fonctionnement des machines. Ce travail s'effectue sous les yeux de treize chefs de chauffe, dont le plus connu est Frederick Barrett, survivant du naufrage qui a ainsi pu rapporter sa version des événements vus des profondeurs du navire.
La chaleur y est harassante et peut atteindre les 60°, et de véritables légendes circulent sur les conditions de travail de ceux que l'on surnomme les gueules noires. L'historien de marine Philippe Masson rapporte ainsi que l'on racontait à l'époque qu'il arrivait qu'un chef de chauffe trop autoritaire soit expédié dans un foyer d'un coup sec de pelle dans le crâne. Les chauffeurs et soutiers sont logés dans de vastes dortoirs situés sur les ponts inférieurs de la proue, et disposent d'un couloir spécial pour rejoindre leur lieu de travail sans risquer de faire peur à un passager.
L'engagement des chauffeurs était rudimentaire et se faisait parfois au dernier moment. En effet, certains engagés ne se présentent pas en temps et en heure. C'est le cas des frères Slade, Alfred, Bertram et Tom qui, partis boire un dernier verre dans un pub du port de Southampton, sont retardés par un train de marchandises et arrivent trop tard pour embarquer. Pour pallier les manques pouvant être occasionnés par de telles absences, la compagnie n'hésite pas à engager de nouveaux chauffeurs sur le quai. L'un des chauffeurs du Titanic, Thomas Hart, s'est même fait voler ses papiers la veille du départ, et a ainsi pu rendre visite à sa mère plusieurs jours après l'annonce de sa mort (l'identité de celui qui a usurpé la sienne reste inconnue). Un autre chauffeur déserte le paquebot lors de son escale à Queenstown : il voulait simplement retourner chez sa famille gratuitement.
La traversée n'est par ailleurs pas de tout repos pour les chauffeurs. Outre le travail harassant, ils doivent faire face à un incendie qui fait rage du 2 au 13 avril dans une des soutes à charbon. Si celui-ci ne met à aucun moment le navire en danger, il faut longtemps pour en venir à bout car ceci implique de vider la soute, ce qui ne peut être fait qu'au fur et à mesure de la consommation du charbon par le navire,. Certains trouvent cependant le moyen de s'amuser : un chauffeur ou soutier inconnu est en effet parvenu à monter au sommet de la quatrième cheminée (factice) durant l'escale de Queenstown, effrayant certains passagers. Lawrence Beesley, dans son livre-témoignage The Loss of S.S. « Titanic » rapporte avoir entendu une passagère déclarer avoir vu le diable en personne en parlant de cette farce.

#### Au service des mécaniciens
Quatre stewards, deux garçons et quatre magasiniers sont chargés de prêter service aux mécaniciens. Joseph Bell dispose également d'un commis, William Duffy.

### Personnel hôtelier
Le personnel hôtelier est directement au contact des passagers. Les fonctions occupées sont très variées, bien que le gros de cette catégorie soit composé de stewards et de cuisiniers. C'est également dans cette catégorie que l'on retrouve les seules femmes de l'équipage, au nombre de 23 (sur 885 membres environ).

#### Commissaire de bord
Sur un navire, le commissaire de bord est au personnel hôtelier ce que le commandant est à la navigation. C'est donc sur lui que repose le bien-être des passagers. À bord du Titanic, il s'agit de Hugh McElroy, qui, comme Edward Smith, Joseph Bell et le chef steward Andrew Latimer, a précédemment servi sur l’Olympic. Le rôle du commissaire de bord est multiple. Il dispose d'un bureau, en première classe, sur le pont C (son aide en a également un en seconde classe). Ceux-ci contiennent notamment un coffre fort où les passagers sont encouragés à faire conserver leurs objets de valeur, faute de quoi la compagnie rejette toute responsabilité en cas de perte ou de vol,.
De façon générale, le commissaire est là pour répondre aux demandes des passagers. Le soir, il dîne avec les passagers de première classe et récupère les recettes quotidiennes des différents services payants du navire.

#### Stewards et hôtesses
En nombre, les stewards et hôtesses sont au service des passagers. Les hommes sont reconnaissables à leur uniforme blanc et casquette pourvue d'une étoile. S'ils sont une cinquantaine en troisième classe, on en compte en revanche plus d'une centaine en première. La majorité est steward de salon, c'est-à-dire chargés du service en salle à manger et dans les salons. Les stewards de cabine, aidés des grooms, sont quant à eux chargés de venir aider les passagers qui les appellent. Enfin, les stewards de pont sont chargés de servir les passagers qui se détendent sur les ponts-promenade du navire en leur fournissant notamment boissons et couvertures.
D'autres stewards ont un rôle plus réduit. On trouve ainsi quatre stewards d'ascenseur (trois en première classe et un en deuxième), mais aussi des stewards chargés des bagages, ou d'une pièce en particulier. D'autres sont chargés du linge ou de la vaisselle. Un autre a pour fonction d'annoncer le dîner en jouant au clairon l'air The Roast Beef of Old England. En troisième classe, on trouve également un interprète, au rôle primordial au vu du nombre de nationalités représentées,.
Une des hôtesses, Violet Constance Jessop, est devenue particulièrement connue pour avoir survécu, non seulement au naufrage du Titanic, mais également à celui de son sister-ship, le Britannic, torpillé alors qu'elle y travaille comme infirmière. Elle se trouve également à bord de l’Olympic lorsqu'il est entré en collision avec le croiseur Hawke en 1911.

#### Aux cuisines
Le Titanic dispose de trois cuisines. Une, sur le pont D, dessert les salles à manger de première et deuxième classe. Une deuxième gère celle de troisième classe sur le pont F. Une dernière est affectée au Restaurant à la carte sur le pont B, mais n'est pas utilisée par du personnel hôtelier payé par la compagnie.
Les cuisines sont dirigées par le chef Charles Proctor, notamment assisté du chef boulanger Charles Joughin, connu pour sa survie miraculeuse,. Proctor est le membre d'équipage le mieux payé après le capitaine du navire. Le dernier déjeuner servi aux passagers de la première classe, le 14 avril 1912, comprenait un consommé fermier, une soupe écossaise traditionnelle à base de poireaux et de pommes de terre, un filet de barbue, ainsi que des légumes, boulettes, côtelettes de mouton, purée, frites, pommes de terre en robe des champs, meringue et pâtisseries.
Les cuisiniers sont regroupés dans différentes spécialités : légumes, boucherie, pâtisserie. Le navire possède même un cuisinier casher. Ils sont en tout une soixantaine. D'autres sont également chargés de la vaisselle. Le service en salle est en revanche pris en charge par les stewards.

#### Personnels sportifs

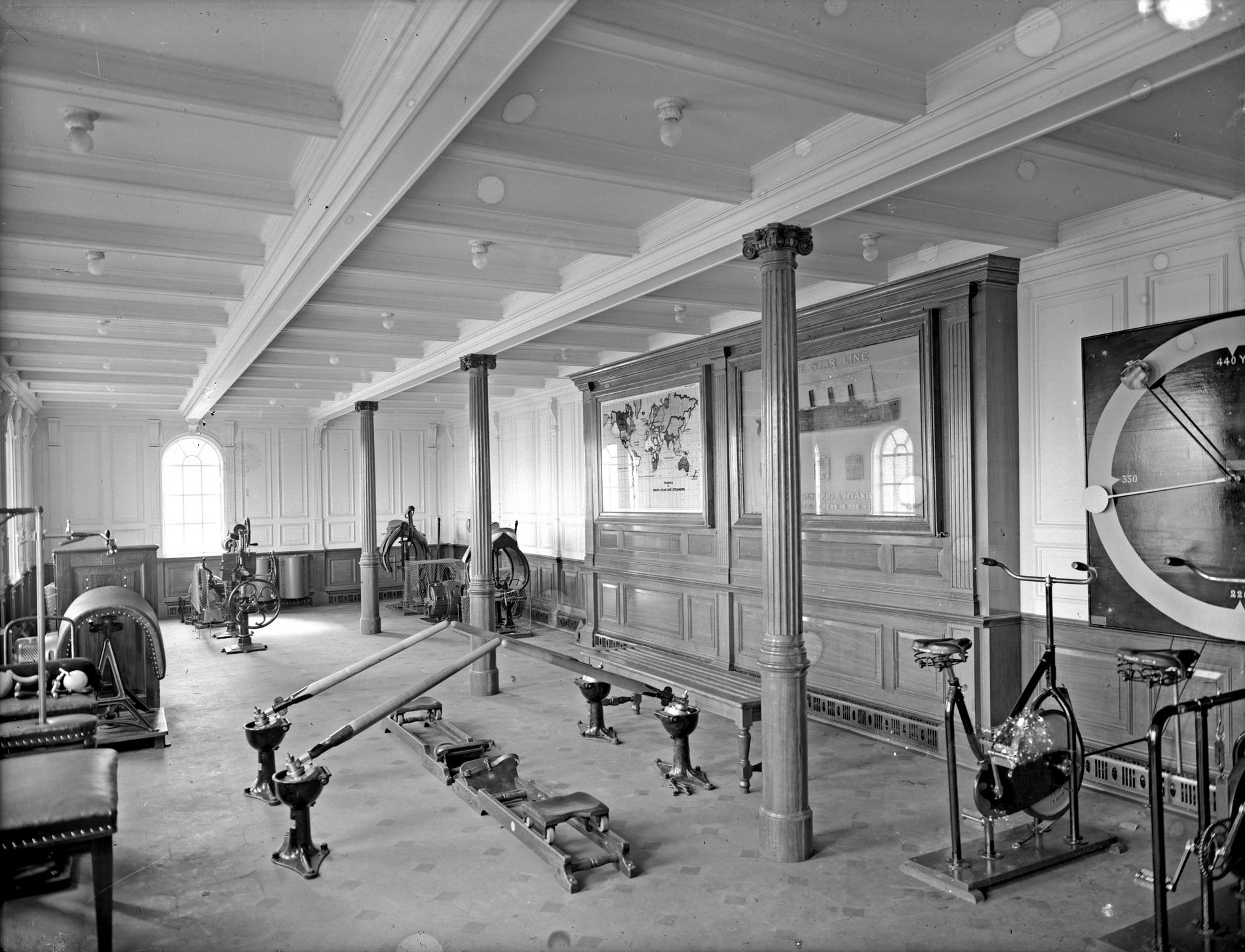
Le gymnase du Titanic possède son propre professeur, Thomas McCawley.

Le Titanic propose également deux installations pour les passagers de première classe férus de sport. Sur le pont principal, un gymnase propose de nombreux appareils : machine à ramer, chameaux et chevaux électriques, vélos d'appartements, sous la surveillance du moniteur Thomas McCawley, qui, s'il se montre sévère avec les adultes, est également d'une attention toute particulière avec les enfants selon les souvenirs d'un passager. Lors du naufrage, McCawley reste à son poste. Le gymnase attire en effet bon nombre de passagers frigorifiés, étant situé près des canots. Ainsi, John Jacob Astor découpe un gilet de sauvetage sous les yeux du moniteur pour en montrer le liège à son épouse. McCawley déclare également à un passager qu'il ne portera pas de tel gilet une fois dans l'eau, pour ne pas être gêné dans sa nage. Il périt dans le naufrage.
Frederick Wright, professeur de squash, propose également ses services sur son court situé sur le pont F. Il meurt également dans le naufrage,.

#### Télégraphistes

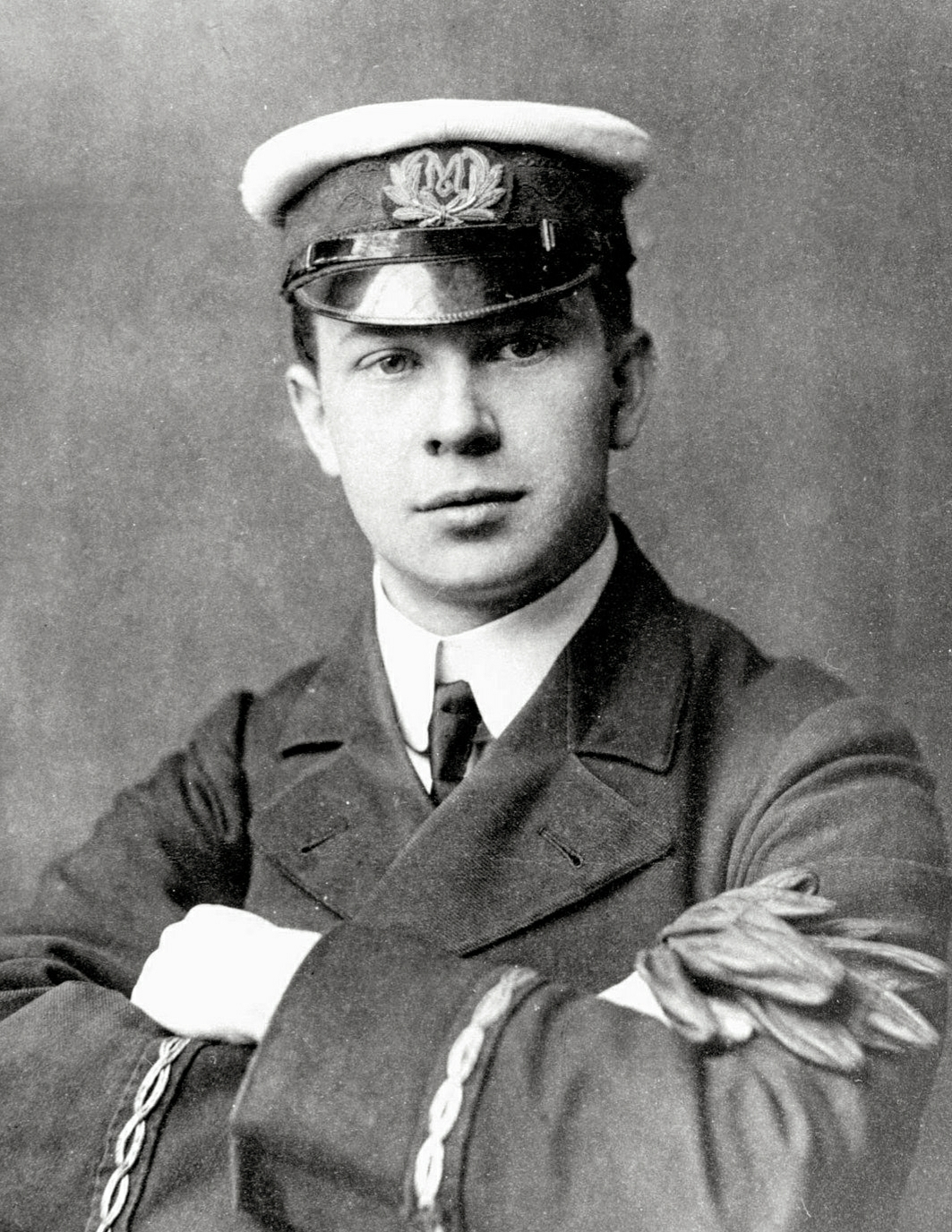
John George « Jack » Phillips est l'un des opérateurs radio du Titanic.

Installée sur les paquebots à partir du début du XXe siècle, la télégraphie sans fil est encore, lors de la mise en service du Titanic, une prestation particulièrement destinée aux passagers, bien que son utilité ait été démontrée en 1909 lors du naufrage du Republic. Le naufrage du Titanic change cependant cet état de fait et les commissions d'enquête qui s'ensuivent soulignent fortement le rôle de la radio dans le sauvetage des rescapés,.
Comme tous les navires équipés de la radio, le Titanic emprunte ses opérateurs à une compagnie indépendante, dans le cas présent, la compagnie Marconi. Ces opérateurs ont généralement entre 20 et 25 ans et sont payés par la société Marconi, recevant un supplément de la White Star. Ils sont cependant rattachés au personnel hôtelier. À bord du Titanic, les radiotélégraphistes sont John George « Jack » Phillips et Harold Bride, âgés de 24 et 22 ans. Se relayant pour assurer une veille continue (l'opérateur qui n'est pas en service dispose d'une pièce de repos adjacente à la cabine de radio), les opérateurs ont pour principale mission d'envoyer les messages des passagers les plus fortunés (ceux-ci sont payés au nombre de mots) qui leur sont transmis par l'intermédiaire du commissaire de bord. Ils doivent également transmettre à la passerelle tout message destiné au commandant (présence d'obstacles, signaux de détresse...).
Le nombre de messages qu'ils doivent transmettre est particulièrement impressionnant, d'autant que la radio tombe en panne dans la nuit du 12 au 13 avril. Le trafic est particulièrement intense le soir du 14 avril, le Titanic entrant dans le rayon de la station de Cape Race et pouvant donc communiquer avec la terre. Ceci pousse Phillips à répondre un brutal « Taisez-vous ! » à l'opérateur radio du Californian qui cherche à lui signaler que son navire est entouré de glaces.

### Personnels particuliers
Plusieurs catégories de personnels ne sont pas directement affiliées à la White Star Line, mais travaillent tout de même à bord.

#### Restaurant à la Carte
Le Restaurant à la carte tenu par Luigi Gatti, cuisinier renommé possédant plusieurs restaurants à Londres, propose une alternative aux passagers qui ne souhaitent pas dîner dans la salle à manger. Autour de Gatti, le gérant, se trouvent une soixantaine de cuisiniers et serveurs choisis par lui. La plupart sont français et italiens. Il y a en effet plusieurs cuisiniers spécialisés (potages, sauces, pâtisserie), ainsi que de nombreux serveurs et garçons de vaisselle. Ce restaurant emploie deux des 23 femmes d'équipage du navire. La direction des cuisines est confiée au chef Pierre Rousseau, qui a travaillé avec Gatti à de nombreuses reprises. Un certain nombre d'employés sont également des parents du gérant. Outre le salaire que leur verse Gatti, les employés reçoivent un shilling de la White Star. Tous sont logés dans des cabines du pont E qu'ils occupent à plusieurs, à l'exception de Gatti qui dispose d'une cabine sur le pont C.
Parmi le personnel du restaurant, on ne compte que trois survivants, les deux caissières, et le réceptionniste Paul Maugé. Habillé en tenue de ville, ce dernier a en effet réussi à gagner le pont principal, tandis que les cuisiniers en uniforme n'ont pas pu dépasser le pont E, des stewards leur barrant la route.

#### L'orchestre

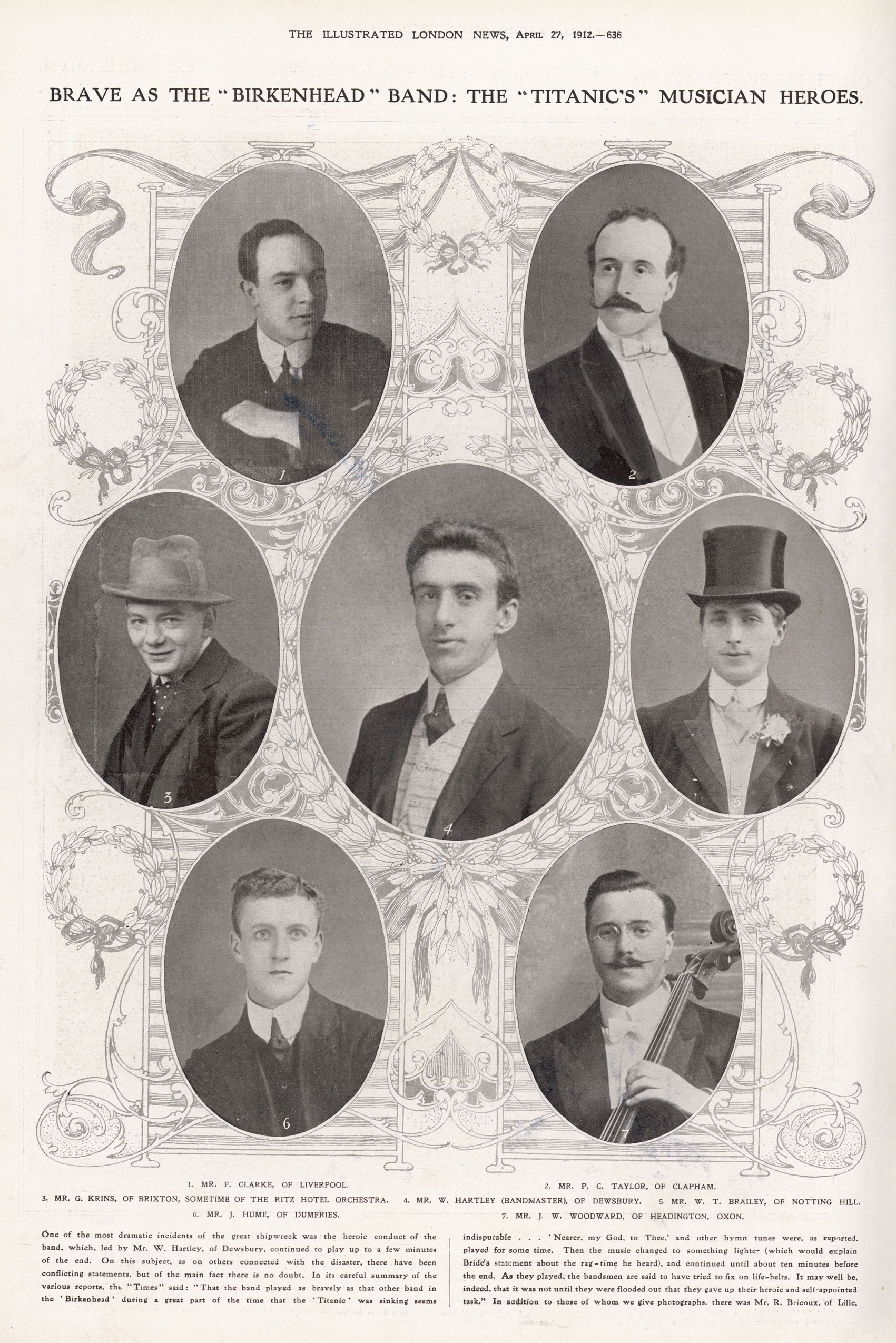
Sept des huit membres de l'orchestre. Le violoncelliste français Roger Bricoux est absent.

L'orchestre du Titanic n'est pas non plus engagé par la White Star. Ses membres sont fournis à la compagnie par des agents, la société des Frères Black. Ils sont au nombre de huit et forment un quintette et un trio, chargés de jouer en première classe. Le chef du quintette est Wallace Hartley. Les autres membres sont Roger Bricoux, John Woodward, Frederick Clarke, George Krins, John Hume, Theodore Brailey et Percy Taylor. Bricoux et Krins sont respectivement français et belge, et jouent au sein du trio, près du Restaurant à la carte et du Café Parisien. La compagnie désire en effet une ambiance parisienne dans cette partie du navire.
Les membres de l'orchestre sont logés en deuxième classe. Les Frères Black leur reversent 4 £ par mois et leur fournissent leur uniforme. Celui-ci arbore les armes de la White Star Line.

#### Les postiers
Le Titanic, comme de nombreux autres navires, est un paquebot poste. Il transporte donc du courrier entre l'Europe et l'Amérique, ce qui lui vaut de porter le sigle RMS (Royal Mail Steamer). De fait, plusieurs milliers de sacs de courrier sont embarqués, auxquels s'ajoute le courrier rédigé par les passagers. Cinq postiers sont chargés de trier ce courrier. Deux sont britanniques, James Williamson et John Richard Jago Smith, trois autres sont américains : John Starr March, Oscar Woody et William Gwinn. Comme l'orchestre, ils ne sont pas payés par la White Star et sont logés avec les passagers, en troisième classe. On sait par ailleurs que cette situation leur déplaisait, et que des demandes avaient été faites pour que leur cabine soit à un autre endroit.
Ils sont chargés de trier le courrier dans une salle située à l'avant du pont G, une cale postale se trouvant en dessous. Lorsque la collision avec l'iceberg survient, la cale s'inonde rapidement. Les cinq hommes tentent alors désespérément de monter les sacs de courrier. L'un d'entre eux prévient par ailleurs le quatrième officier Boxhall de l'état du navire, celui-ci le signalant lui-même au commandant. Par la suite, le sort des postiers reste obscur, mais aucun n'a survécu. Les corps de Woody et March ont été retrouvés par le Mackay-Bennett,.

## L'équipage pendant le naufrage
Nombre de membres d'équipage ont eu un comportement héroïque durant le naufrage, la plupart des membres ayant tenté d'aider les passagers sans chercher à sauver leur propre vie. L'équipage est de fait la catégorie la plus touchée par le drame, avec 24 % de survivants. Les chiffres officiels font état de 685 victimes sur 899 membres d'équipage, mais il s'agit là d'approximations. Le nombre de personnels embarqués à bord du Titanic lors de sa traversée inaugurale n'a jamais pu être établi précisément.

### Les mécaniciens restent à leur poste pour fournir de l'énergie
Lorsque le Titanic heurte un iceberg, l'équipage tout entier se mobilise. Les chauffeurs et soutiers des chaufferies 5 et 6 sont les premiers avertis du choc, l'eau infiltrant immédiatement leur lieu de travail. Ils tentent rapidement d'utiliser les pompes du navire, mais celles-ci sont trop faibles par rapport à la quantité d'eau qui entre dans la coque. Toutefois, mécaniciens, électriciens et une grande partie des chauffeurs restent à leur poste le plus longtemps possible. Il faut en effet évacuer la vapeur des chaudières pour éviter qu'elles n'explosent,. Il faut également maintenir le plus longtemps possible de l'électricité pour que le navire reste éclairé, et que la radio puisse entrer en contact avec les navires alentour.
De fait, on compte peu de survivants parmi ce type de personnel : aucun mécanicien ou électricien ne survit. On ne compte que trois chefs de chauffe parmi les rescapés, dont Frederick Barrett, pour treize embarqués. Quatre graisseurs sur trente-trois survivent. Les survivants sont ceux qui ont réussi à arriver sur le pont à temps pour être affectés à un canot. Ainsi, le chef chauffeur Frederick Barrett dirige le canot no 13.

### Le personnel de pont s'occupe du chargement des canots

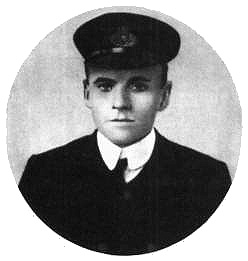
Charles Lightoller, deuxième officier, est le plus gradé des officiers survivants.

L'équipage de pont est le plus mobilisé autour des canots. Les matelots qualifiés, veilleurs et quartiers-maîtres sont en effet formés au maniement des canots de sauvetage, en théorie. Dans la pratique, une passagère déclare après le naufrage qu'un des matelots affectés à son canot ne savait pas ramer. Dès l'annonce de la collision, les officiers se répartissent les tâches. Le premier officier Murdoch doit se charger des canots tribord, le commandant en second Henry Wilde étant supposé s'occuper de bâbord. Cependant, Lightoller ayant déjà vécu un naufrage prend rapidement la direction des opérations à bâbord. Le traitement des opérations n'est pas le même de chaque côté. Murdoch remplit rapidement ses canots en faisant passer femmes et enfants en priorité, puis en acceptant des hommes. Si un canot part aux trois quarts vides de son côté, c'est également lui qui fait partir les canots les plus remplis. Du côté de Lightoller, la règle est plus stricte, et seules les femmes et enfants peuvent passer.
Les matelots s'occupent pour leur part de faire descendre les canots. Les règles de la compagnie veulent que les canots comportent environ 4 membres d'équipage. C'est le personnel de pont qui est choisi en priorité, ce qui explique que tous les quartiers-maîtres et les veilleurs ont survécu. Parmi les officiers, Pitman est chargé du canot no 5, Boxhall du 2 et Lowe du 14. Moody refuse de quitter le navire, son rang lui permettant pourtant de diriger un canot. Les officiers reçoivent leurs armes pour mettre fin aux mouvements de panique. Si Harold Lowe a effectivement tiré des coups de feu le long de la coque, rien ne prouve qu'il y ait eu des morts. De même, la thèse du suicide d'un officier est probablement du domaine de la légende.
Les officiers seniors et le commandant ne quittent pas le navire, et se retrouvent sur la passerelle avec le médecin et son aide, qui s'autorise même une blague, glissant à ses compagnons d'infortune : « Vous n'auriez pas un peu de fièvre, par hasard ? ». Puis tous se quittent sur un simple « Adieu ». Seul Lightoller survit, emporté par une vague vers le radeau B, qui flotte retourné. Lorsque le sénateur Smith lui demande durant la commission d'enquête comment il a quitté le navire, Lightoller répond ainsi : « C'est le navire qui m'a quitté. »

### Le personnel hôtelier avait pour rôle d'éviter la panique

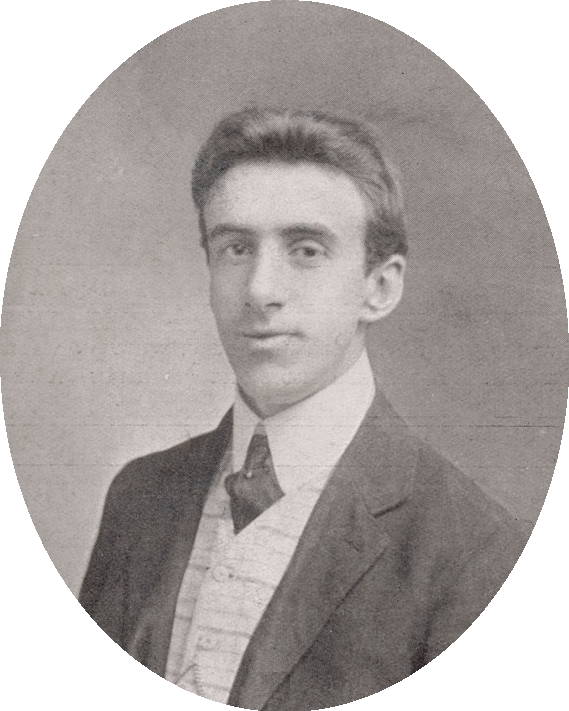
Wallace Hartley et son orchestre ont joué toute la nuit pour éviter la propagation d'un sentiment de panique parmi les passagers.

Les membres du personnel hôtelier ne sont pas en reste. Leur rôle est en effet primordial, puisque le commandant Smith leur a demandé de maintenir un certain ordre. Les stewards passent ainsi dans les cabines pour demander aux passagers de monter sur le pont avec les gilets de sauvetage, parfois sans succès. Certains passagers refusent en effet de quitter leur lit pour ce qui semble au premier abord être un problème bénin, peut-être même un simple exercice. Les stewards étant plus nombreux en première classe, ils peuvent prêter plus d'attention aux passagers. En troisième, leur rôle est surtout de réveiller les passagers et de les guider vers le pont principal, auquel ils n'ont pas accès en temps normal. Pour limiter l'affluence sur le pont, certains stewards, parfois armés, se tiennent à certains points de fort passage et laissent monter les femmes et enfants. Certains dirigent également des groupes de femmes et enfants de troisième classe qu'ils conduisent aux canots.
Les cuisiniers se mobilisent également, à l'image du chef boulanger Charles Joughin. Celui-ci réunit toute son équipe et monte avec ses assistants une fournée de pains pour les placer dans les canots. L'orchestre est aussi sollicité : il joue tout d'abord dans le salon de première classe, avant de se retrouver sur le pont principal. Son rôle peut paraître futile, mais la musique permet d'éviter les mouvements de panique. Charles Lightoller a ainsi vanté les bienfaits de la musique jouée ce soir là, en déclarant : « En général, je n'aime pas le jazz, mais j'ai été content d'en entendre cette nuit là. Je pense que ça nous a beaucoup aidés ». Tous les musiciens sont morts ce soir là. Thomas McCawley, moniteur de sport, est également resté à son poste jusqu'au bout.
Le personnel hôtelier est très touché par le naufrage. 20 des 23 femmes d'équipage survivent, mais la plupart des cuisiniers et stewards périssent, les survivants ayant été choisis pour mener un canot ou ayant réussi à atteindre une embarcation après le naufrage.

### Les opérateurs radio appellent à l'aide
Les télégraphistes poursuivent pour leur part leur travail jusqu'à quelques minutes avant la fin du navire. Vers minuit 10, le commandant demande à Phillips et Bride d'envoyer un signal de détresse et la position du navire. Ils émettent alors le signal CQD, prédécesseur du SOS. Ce signal est par la suite suivi de l'envoi de SOS, signal adopté en 1906, à la suite d'une blague de Bride qui glisse à son collègue : « Essaie un SOS, c'est le nouveau signal, et c'est peut-être ta dernière chance de l'envoyer ! »
Plusieurs navires captent ainsi leurs signaux, de plus en plus alarmants. L’Olympic, jumeau du Titanic, répond rapidement, mais est bien trop loin pour arriver avant le lendemain après-midi. Le Mount Temple est plus proche, mais de l'autre côté d'un champ de glace. Le Carpathia, en revanche, se lance à toute vitesse en direction du paquebot naufragé, qu'il compte atteindre vers quatre heures,.
Ce n'est que quelques minutes avant que le navire ne sombre que les deux hommes se décident à quitter la cabine radio. Phillips est tellement absorbé par son travail qu'il ne voit pas qu'un chauffeur tente de lui voler son gilet de sauvetage. Furieux, Bride se jette sur lui et le bat, le laissant pour mort sur le sol de la cabine. Les deux opérateurs quittent la pièce alors que l'eau commence à y pénétrer, puis se perdent de vue.
Bride tente avec d'autres marins de mettre à l'eau le radeau pliable B, situé sur le toit du quartier des officiers. L'embarcation se renverse sur lui, et il parvient à se hisser sur sa quille avec une trentaine d'hommes, dont l'officier Lightoller et le boulanger Charles Joughin. Phillips disparaît après être parti vers l'arrière du navire.

## L'avenir des survivants

### Commissions d'enquête

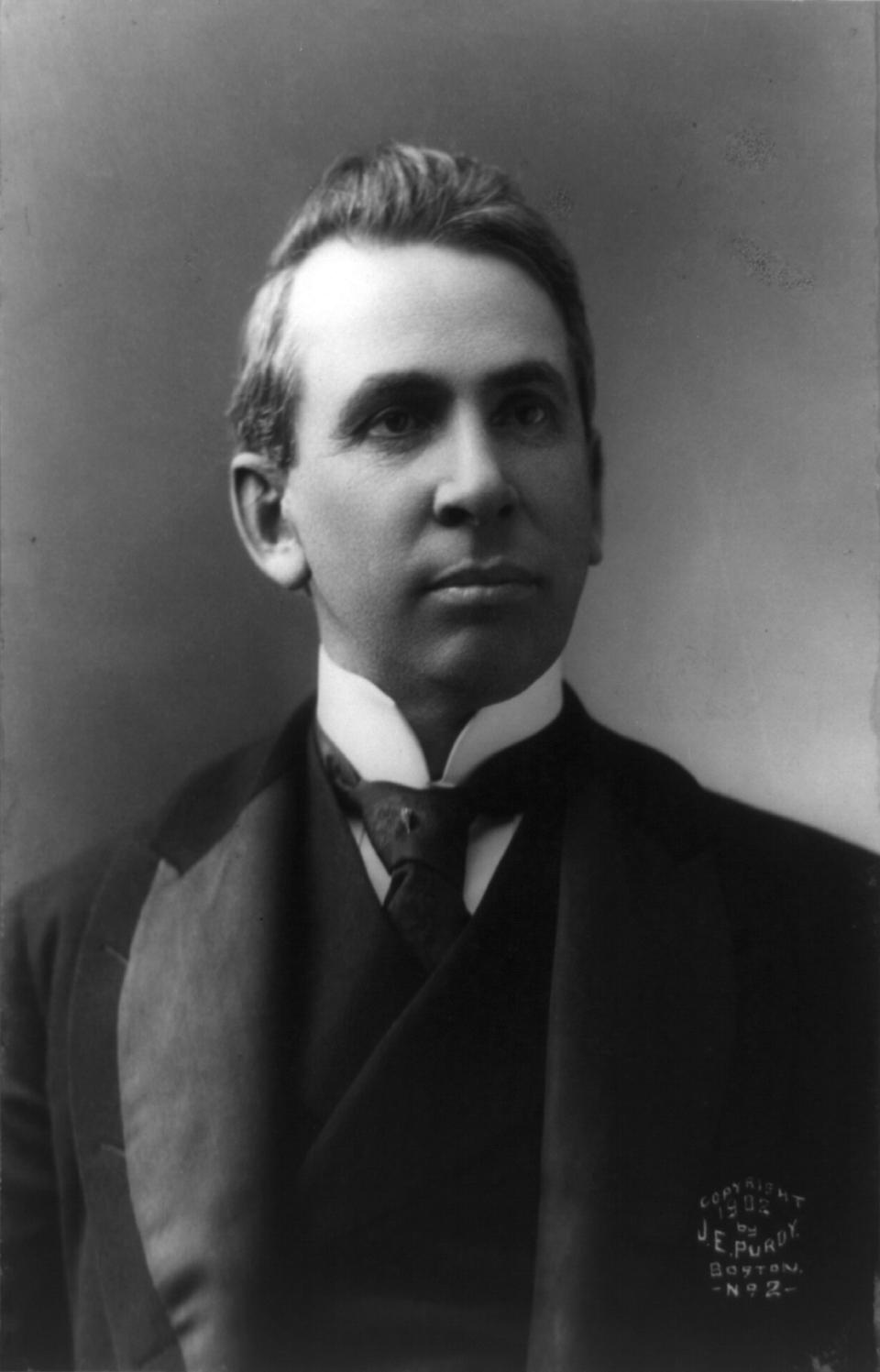
Le sénateur Smith a exaspéré plus d'un rescapé avec des questions inadaptées.

Après le naufrage, l'équipage est amené à New York par le Carpathia. Durant la traversée, la plupart des rescapés sont inactifs, à l'exception notable du radio Harold Bride qui, bien qu'ayant les jambes gelées, aide son collègue Harold Cottam à envoyer des messages d'information à la terre ferme. Pour que l'équipage du Titanic puisse regagner son pays d'origine au plus vite, le président de la White Star, Joseph Bruce Ismay, télégraphie à la filière américaine de la compagnie pour retenir le paquebot Cedric à New York jusqu'à l'arrivée des rescapés. Cependant, devant l'imminence d'une commission d'enquête du Sénat américain, cette demande est abandonnée.
En effet, la commission d'enquête, menée par le sénateur William Alden Smith doit débuter le 19 avril, lendemain de l'arrivée des rescapés à New York. Les quatre officiers survivants et un certain nombre de marins, dont Frederick Fleet, Harold Bride, Robert Hichens et Frederick Barrett sont convoqués pour l'enquête qui a lieu dans l'hôtel Waldorf-Astoria. Les membres d'équipage non requis rentrent quant à eux en Angleterre à bord du Lapland de la Red Star Line. Ils ne sont pas tirés d'affaire pour autant et sont, pour un certain nombre, convoqués pour la commission d'enquête britannique menée par Lord Mersey dès leur arrivée.
La commission américaine est particulièrement éprouvante pour les marins. Ceux-ci, éloignés de leurs familles, doivent répondre aux questions, pas toujours pertinentes, des sénateurs peu au fait des pratiques maritimes. Ainsi, Lightoller doit expliquer pendant quelque temps que « couler par la proue » et « par l'avant » signifie exactement la même chose. Lowe ne peut que répondre « De glace, monsieur », lorsque le sénateur lui demande de quoi est composé un iceberg. Sa façon de poser les questions est également déconcertante : Smith passe d'un sujet à un autre, revient en arrière, pose plusieurs fois la même question.
La commission s'achève début mai, permettant aux officiers et membres d'équipage retenus de rentrer chez eux à bord de l’Adriatic. Eux aussi doivent témoigner devant la commission britannique, qui est pour sa part composée de gens connaissant la marine. Les interrogatoires n'en sont pas moins longs, et certains comme Frederick Fleet se montrent ouvertement peu confiants envers les enquêteurs.

### Carrières dans la marine
Nombre de membres d'équipage rescapés ne quittent pas la marine. Ainsi, Violet Constance Jessop continue à servir la White Star Line pendant de nombreuses années comme hôtesse notamment sur l’Olympic. Cependant, les perspectives de carrière ne sont pas parfaites pour les survivants, en particulier au sein de la White Star. Celle-ci tend en effet à vouloir oublier tout ce qui se rattache au Titanic. Frederick Fleet quitte ainsi la compagnie en août 1912, se sentant moins bien traité. Le quartier-maître Robert Hichens a également du mal à retrouver du travail dans des compagnies d'importance, en particulier parce qu'il était à la barre au moment du choc.
Les officiers survivants n'obtiennent pour leur part jamais de commandement dans la marine marchande. Lightoller quitte rapidement la White Star après avoir passé un certain temps comme commandant en second du Celtic et avoir compris qu'il n'avait pas d'avenir dans la compagnie, et Pitman se reconvertit en commissaire de bord à cause de problèmes de vue, puis quitte la compagnie au début des années 1920. Harold Lowe quitte également la compagnie sans avoir eu de commandement, mais sert brillamment dans la Royal Navy. Seul Joseph Boxhall reste au service de la White Star toute sa carrière, servant encore après la fusion de celle-ci avec la Cunard Line. Il ne dépasse pourtant jamais le grade de commandant en second.

## Hommages et postérité

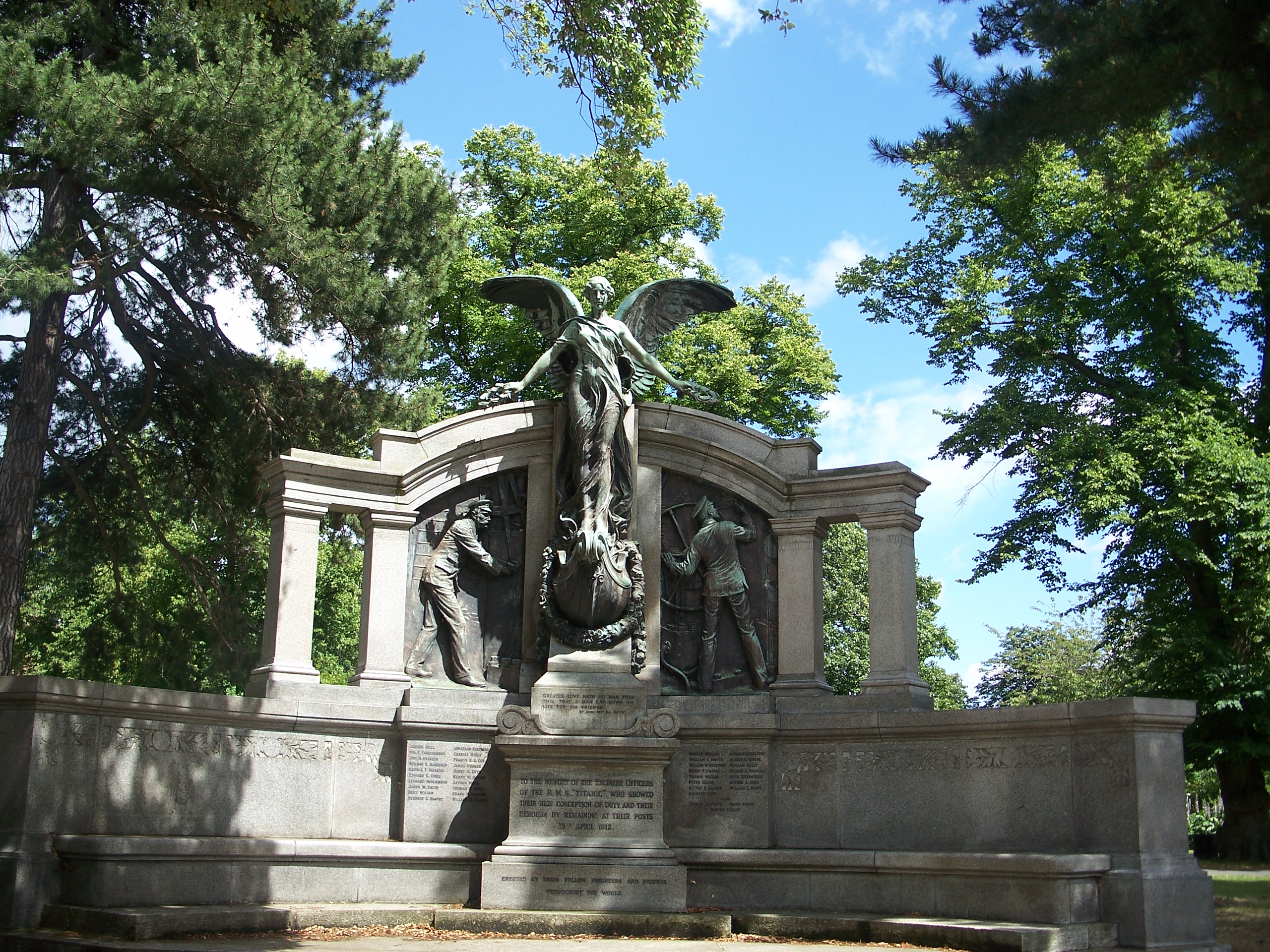
Le mémorial des mécaniciens du Titanic, à Southampton.

Le comportement héroïque des membres d'équipage leur a valu de nombreux hommages à travers le monde. Des monuments leur sont ainsi dédiés, notamment à Southampton. On y trouve ainsi le Engineers' Memorial (mémorial des mécaniciens), le Postal Office Memorial (mémorial des postiers), le Musician Memorial (mémorial de l'orchestre) et la Fireman and Crew Memorial Fountain (Fontaine dédiée aux chauffeurs et membres d'équipage). Des statues et fresques, ainsi que des plaques dédiées à certains membres d'équipage en particulier existent également. On trouve ainsi une statue d'Edward Smith à Lichfield. Une fresque dédiée aux grands événements liés à la ville de Colne donne également une place de choix à Wallace Hartley qui en est natif.
Des événements spéciaux ont également été organisés. La découverte du corps de Hartley, le chef d'orchestre, a suscité un grand émoi, et un concert hommage de 500 musiciens a été organisé. La mort de James Paul Moody à seulement 24 ans a poussé sa famille à donner son nom à une coupe remise au meilleur équipage du navire d'entraînement local. Enfin, les télégraphes amateurs du monde entier font cinq minutes de silence chaque 15 avril à 2 h 17 en hommage à John George « Jack » Phillips.